# Burkhard von Serkem

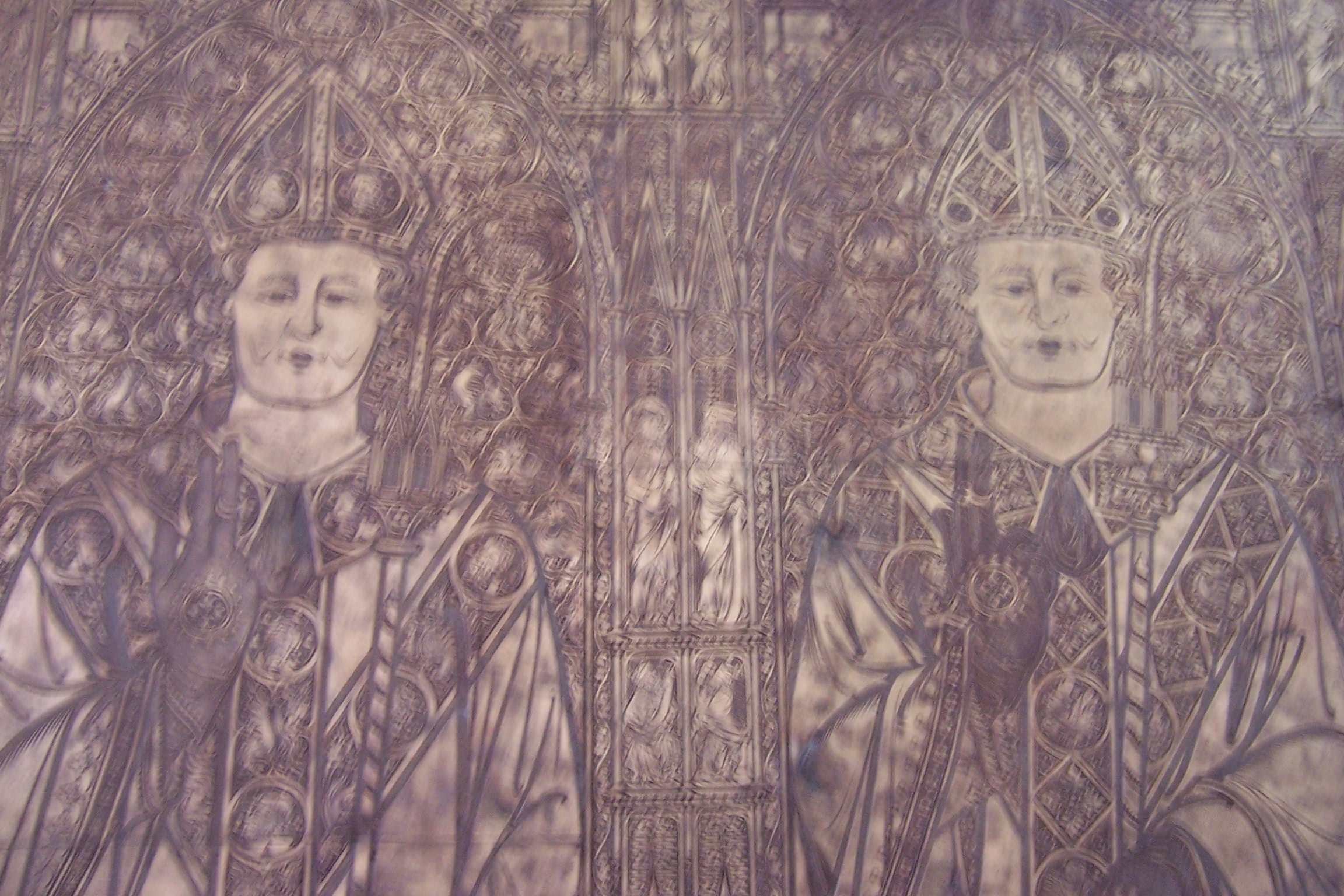
Doppelgrabplatte der Bischöfe Serkem und Mul im Lübecker Dom

Burkhard von Serkem, auch Serken, (* um 1236; † 13. März 1317) war in der Zeit von 1276 bis zu seinem Tod Bischof in Lübeck. Er gilt als einer der bedeutendsten Bischöfe des Bistums Lübeck.
In die Geschichte von Kirche und Stadt ging er aufgrund seiner Auseinandersetzungen mit dem Rat der Hansestadt Lübeck als der streitbarste unter allen Lübecker Bischöfen des Mittelalters ein.

## Leben und Wirken
Burkhard von Serkem entstammte einer Adelsfamilie im Herzogtum Lüneburg, deren Familienname auf das Dorf Sarchem bei Hitzacker zurückgeführt wird. Als Lübecker Domherr stand er seinem Amtsvorgänger Bischof Johannes III. von Tralau bereits kritisch gegenüber, weil dieser die Interessen der Kirche in der sich stürmisch entwickelnden Handelsstadt an der Trave nicht entschieden genug vertrat. Gleichwohl wurde er von diesem als Nachfolger vorgeschlagen. Während seiner Amtszeit wurde die Eutiner Residenz der Lübecker Bischöfe durch den Ausbau der dortigen Burg Eutin und die Erweiterungsbauten an der Michaeliskirche gestärkt. Seine Streitfreude führte zu zahlreichen Verfahren, die sich über Jahrzehnte hinzogen und auch die Päpstliche Kurie, in dieser Zeit an wechselnden Orten zwischen Rom und Avignon beschäftigte.

### Begräbnisrecht der Bettelorden
Unmittelbar nach Beginn seines Episkopats ergab sich 1277 die erste Gelegenheit zu einer Machtprobe mit den Bettelorden der Franziskaner aus dem Katharinenkloster und Dominikaner des Burgklosters, die mit dem aufstrebenden Bürgertum der Stadt in einem einträglichen Zweckbündnis gegen Bistum und Domkapitel standen. Der Streit entbrannte um das Begräbnisrecht der Franziskaner für Lübecker Bürger in ihrer Katharinenkirche. Die Auseinandersetzungen um die den Streit auslösende Leiche wurde handgreiflich geführt, und Bischof Burkhard setzte sogleich die härtesten Kirchenstrafen wie Interdikt und Exkommunikation ein. Gleichzeitig musste er mit dem Domkapitel erstmals in das nahe gelegene Eutin ausweichen (wo er 1308 das Kollegiatstift Eutin gründete), wo auf diese Weise die Residenz der Lübecker Bischöfe wie auch später nach der Reformation der Fürstbischöfe des Hochstifts Lübeck begründet wurde. Dieser erste Streit zog sich bis zum Jahr 1282 hin und wurde durch ein Machtwort aus Rom zugunsten der Franziskaner beendet.

### Besetzung der Pfarrstellen an Lübecks Stadtkirchen
Der nächste Streit betraf thematisch die Frage, wer über die Besetzung der Pfarrstellen an den Hauptkirchen der Stadt zu entscheiden habe, der Rat oder der Klerus. Bischof Burkhard war vor seiner Ernennung zum Bischof Hauptpastor der Ratskirche St. Marien gewesen. Der von den Bürgern favorisierte Wulbod konnte sich als Nachfolger ohne den Segen aus dem Lübecker Dom im Prozess beim Papst nicht durchsetzen. Aus dieser Niederlage 1282 schlug der Rat nun als neuen Pfarrer für Marien mit Rudolf von Rheinau einen Geistlichen aus Straßburg vor, um das Patronatsrecht zur Besetzung der Pfarrerstelle durchzusetzen. Dieses Verfahren endete 1286 mit einem für Bischof und Domkapitel günstigen Vergleich, aber immerhin durften die Bürger von Lübeck nunmehr aus dem Kreise der Lübecker Domherren einen als Pfarrer „benennen“, für die Jakobikirche und die Petrikirche allerdings nur einen Domherren „erbitten“. Hinsichtlich der Aegidienkirche wurde keine Regelung getroffen. Damit war andererseits im Vergleich zu anderen Städten dieser Zeit wie etwa Köln eine gleichgewichtigere Situation zwischen städtischem Patriziat und Klerus geschaffen worden.

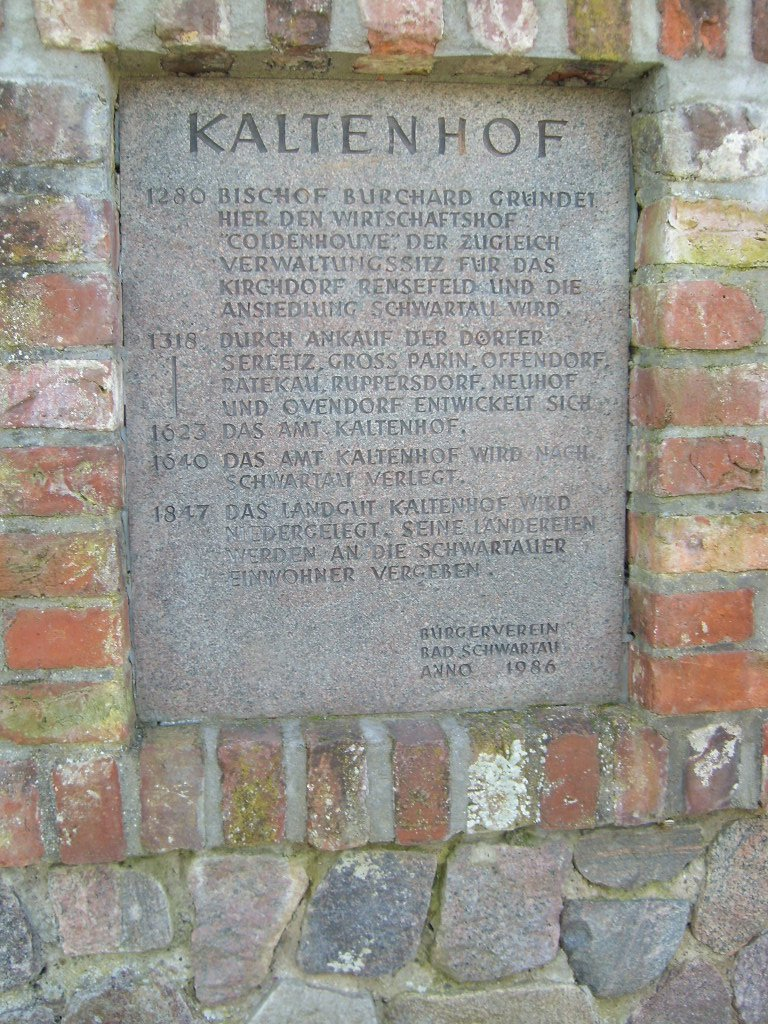
Erinnerungstafel an der Stelle des niedergelegten Kaltenhofes

### Befestigung des Bischofshofes an der Trave
Dritter großer Streitpunkt zwischen Bischof Burkhard und der Stadt waren die Landbesitzungen des Bistums im Bereich von Alt-Lübeck nördlich der Trave zwischen dem heutigen Bad Schwartau und Ratekau. Hier befestigte der Bischof seinen landwirtschaftlichen Besitz, den Kaltenhof und verstieß damit gegen die Privilegien des Reichsfreiheitsbriefes von Kaiser Friedrich II. aus dem Jahr 1226, in dem sich die Lübecker hatten zusichern lassen, dass im Bereich der Trave zwischen Bad Oldesloe und Travemünde bzw. dem Priwall von Dritten keine Befestigungen errichtet werden durften. Bei den Gebietszuwächsen in der Urkunde von 1226 handelt es sich nach heutiger Auffassung um eine Verfälschung des ursprünglichen Barbarossa-Privilegs von 1188.
Überdies war in diesem Bereich bei der Übertragung Alt-Lübecks vom Bistum auf die Stadt 1225 aber auch vor dem Mühlentor ein Teil des Grenzverlaufs streitig geworden. Der Streit brach um 1296 offen aus und beschäftigte mehrere Gerichte, die auch gegeneinander konkurrierend entschieden. Bischof Burkhard setzte 1299 erneut das Interdikt ein, das als solches wirkungslos blieb und von den Bettelmönchen der Stadt wirkungsvoll unterlaufen wurde. Andererseits eskalierte der Streit auf das heftigste, die Bevölkerung der Stadt reagierte mit Tätlichkeiten und am 12. Juni 1299 brannten sowohl der Kaltenhof vor den Toren der Stadt als auch die vierzehn Domkurien der Domherren, des Bischofs und des Propstes rund um den Dom in der Lübecker Altstadt ab. Der Rat, der gegen diese Gewalt nicht einschritt, wurde durch Bischof Burkhard von Eutin aus exkommuniziert. Da die Pfarrer der Lübecker Kirchen St. Marien, St. Jakobi und St. Petri als gleichzeitige Domherren wegen der Ausschreitungen die Stadt verlassen hatten, setzte der Rat an ihrer Stelle im Jahr 1300 durch die Kirchenvorsteher neue Geistliche ein und unternahm ebenfalls eine Neuordnung des Schulwesens, die aber alsbald von Bischof Burkhard rückgängig gemacht werden konnte. Die Domschule bestand als Lateinschule des Domkapitels bis 1810 fort.
Der Prozess um diesen dritten Streitkomplex begann auf Anordnung von Papst Bonifaz VIII. im Jahr 1300 in Ratzeburg, dem Sitz des benachbarten Bistums Ratzeburg und ging im Herbst 1301 auf die päpstliche Kurie über. Zwei weitere Päpste verstarben, so dass das Verfahren auch insoweit verzögert wurde. Es zog sich bis zum Jahr 1317 hin und endete im Todesjahr von Bischof Burkhard mit der Billigung eines 1314 verhandelten Vergleichs durch Papst Johannes XXII.

## Nachwirken
Burkhards konzilianter Nachfolger Bischof Heinrich II. Bochholt setzte den Vergleich um.
Burkhard von Serkem wurde im Lübecker Dom begraben. In einer Seitenkapelle des von ihm begonnenen und von seinem Nachfolger vollendeten spätgotischen Hochchors des Lübecker Doms erinnert die gemeinsame Bronzegrabplatte mit dem Bischof Johannes Mul (1341–50) an den streitbarsten Bischof der Lübecker Geschichte. Sie stammt aus einer Werkstatt in Flandern und zeigt Vollporträts beider Bischöfe im vollen Ornat.

## Belege
1. ↑  Der Rat hatte dieses Recht schon 1225 nachträglich in das Lübeck erteilte Privileg Kaiser Friedrichs I. Barbarossa von 1188 „einarbeiten“ lassen.
2. ↑  Die ehemalige Hofanlage liegt heute noch erkennbar genau im Dreieck von A 1 und A 226.
3. ↑  Erst 1418 erkannte die Kirche städtische Schreibschulen an.
4. ↑  Vollständiger Text der Inschrift mit Erläuterung und Übersetzung bei: Adolf Clasen: Verkannte Schätze - Lübecks lateinische Inschriften im Original und auf Deutsch. Lübeck 2002, S. 78 ff. ISBN 3-7950-0475-6

| Vorgänger                | Amt                          | Nachfolger            |
| ------------------------ | ---------------------------- | --------------------- |
| Johannes III. von Tralau | Bischof von Lübeck 1276–1317 | Heinrich II. Bochholt |

| Personendaten    | Personendaten       |
| ---------------- | ------------------- |
| NAME             | Burkhard von Serkem |
| ALTERNATIVNAMEN  | Burkhard von Serken |
| KURZBESCHREIBUNG | Bischof von Lübeck  |
| GEBURTSDATUM     | um 1236             |
| STERBEDATUM      | 13. März 1317       |